# Halboffene Linie
|   | a | b | c | d | e | f | g | h |   |
| 8 |   |   |   |   |   |   |   |   | 8 |
| 7 |   |   |   |   |   |   |   |   | 7 |
| 6 |   |   |   |   |   |   |   |   | 6 |
| 5 |   |   |   |   |   |   |   |   | 5 |
| 4 |   |   |   |   |   |   |   |   | 4 |
| 3 |   |   |   |   |   |   |   |   | 3 |
| 2 |   |   |   |   |   |   |   |   | 2 |
| 1 |   |   |   |   |   |   |   |   | 1 |
|   | a | b | c | d | e | f | g | h |   |

Öffnung der halboffenen c-Linie nach b4–b5
Eine halboffene Linie bezeichnet eine Linie im Schachspiel, auf der nur noch ein oder mehrere Bauern derselben Farbe stehen (vgl. Bauernstrukturen). Halboffene Linien sind ein häufig anzutreffendes Stellungsmerkmal. Der fehlende zweite Bauer auf dieser Linie bestimmt den zweckmäßigen Einsatz der Schwerfiguren.

## Strategische Merkmale
Die Seite, deren Bauer nicht mehr existiert, kann die halboffene Linie nutzen, um Druck auf die gegnerische Stellung auszuüben. Dies geschieht meist durch die Besetzung dieser Linie mit Schwerfiguren, oder mittels der Blockade des gegnerischen Bauern. Um die Wirkung der auf halboffenen Linien platzierten Schwerfiguren zu erhöhen, strebt man häufig entweder die vollständige Öffnung dieser Linien an, oder versucht, den auf der Linie befindlichen gegnerischen Bauern zu erobern.
Die Stellung des Beispieldiagramms hat sich aus der so genannten „Karlsbader Bauernstruktur“ entwickelt (siehe auch: Abtauschvariante im Damengambit), in der beide Seiten mit einem Minoritätsangriff versuchen, die jeweilige halboffene Linie für die Türme zu nutzen. Weiß versucht mit dem Bauernhebel b4–b5 die Linie zu öffnen, oder den Bauern auf c6 nach einem Abtausch zu schwächen, der analoge schwarze Plan kann mit f5–f4 eingeleitet werden.

## Eröffnungen
Halboffene Linien entstehen häufig schon aus der Eröffnung heraus, typischerweise bei den halboffenen Spielen, indem frühzeitig Bauern getauscht werden:
- Sizilianische Verteidigung (Tausch schwarzer Bauer c5 gegen weißen Bauer d4)
- Schottische Partie (Tausch e5 gegen d4)
- Abtauschvariante der Spanischen Partie (Halboffene d-Linie für Schwarz nach d7xc6)
- Angenommenes Königsgambit (Tausch e5 gegen f4)